# Список умерших в 1249 году

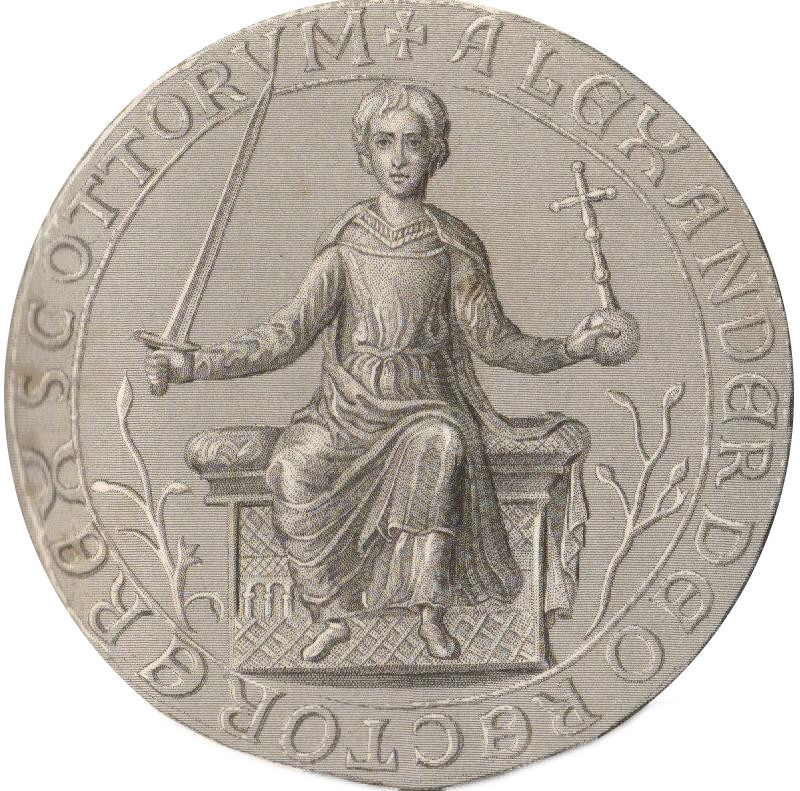
Александр II Шотландский

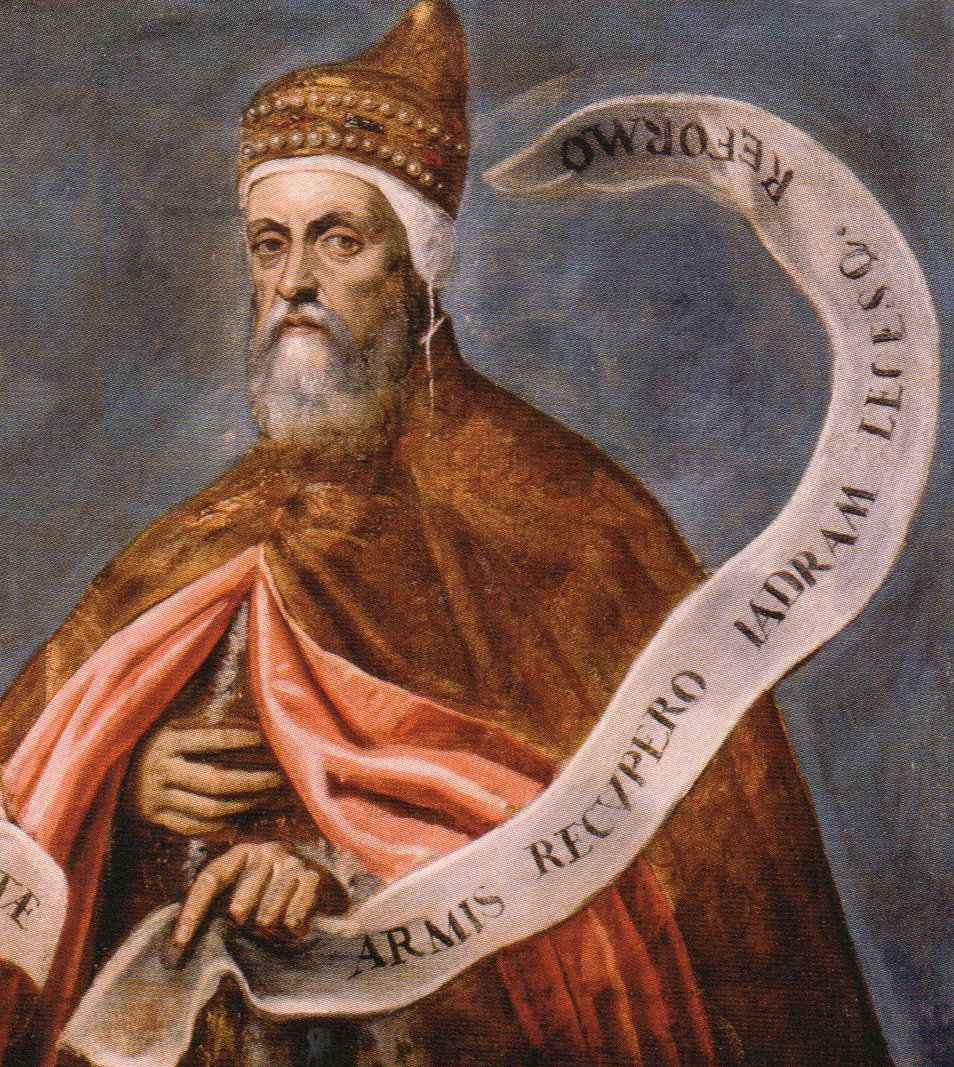
Джакопо Тьеполо

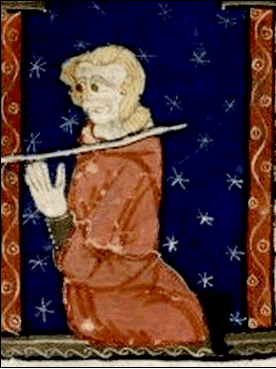
Раймунд VII Тулузский

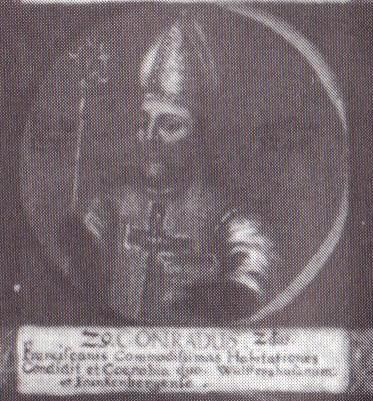
Конрад II фон Ризенберг

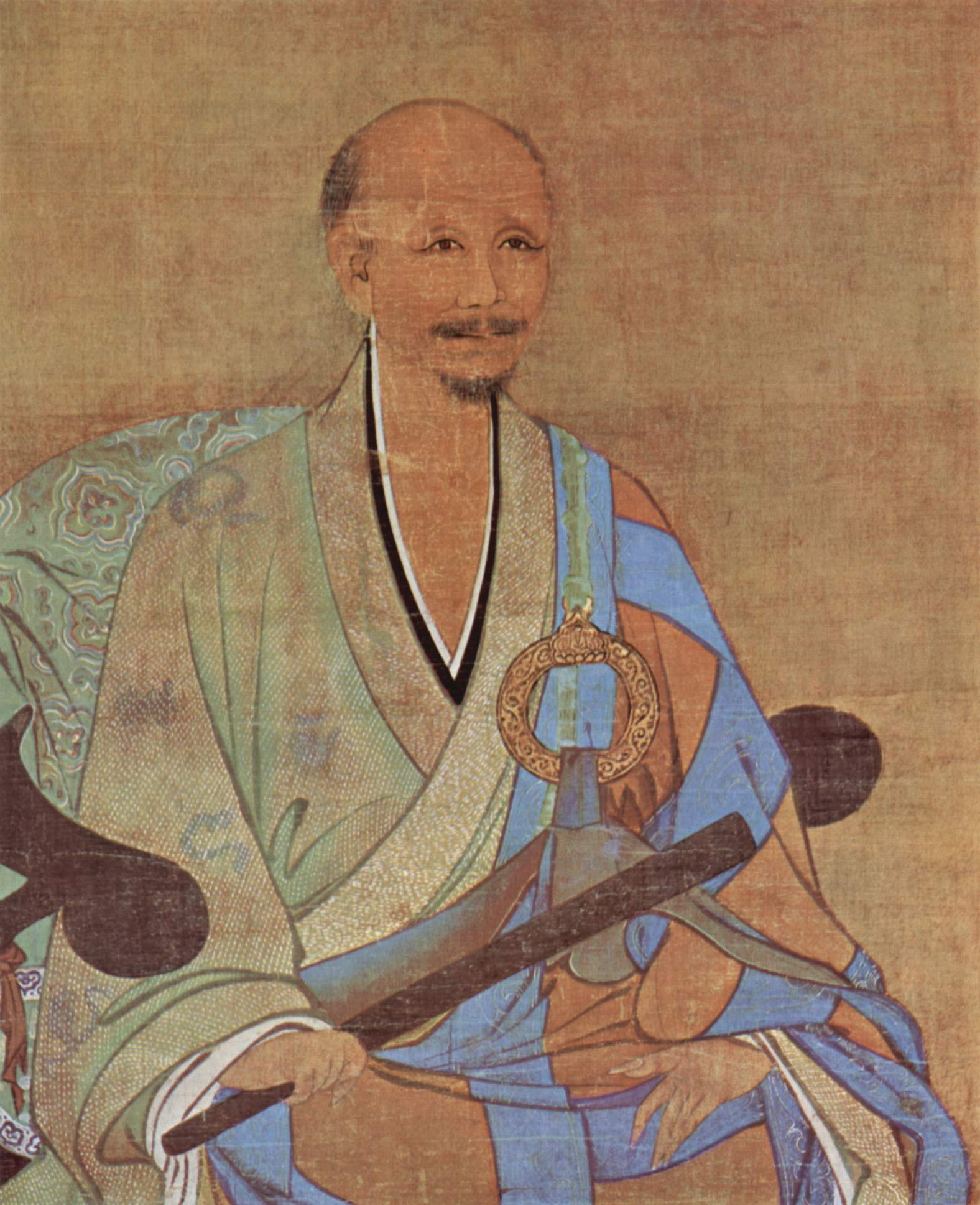
Учжунь Шифань

В этой статье представлен список известных людей, умерших в 1249 году.
См. также: Категория:Умершие в 1249 году

## Январь
- 15 января — Людвиг — граф Равенсберга (1221—1249).
- 16 января — Лютхольд фон Роттелн[нем.] — епископ Базеля из рода Рёттельнов (1238—1248)
- 19 января — Аршамбо IX де Бурбон — сеньор де Бурбон (1242—1249), умер во время седьмого крестового похода.

## Март
- 9 марта — Зигфрид III фон Эппштейн — архиепископ Майнца (1230—1249)
- 25 марта — Пьер де Вандом — граф Вандома (1230—1249), умер во время седьмого крестового похода
- 27 марта — Отто ван Холланд[англ.] — князь-епископ Утрехта (1233—1249)

## Апрель
- 10 апреля — Одемаро Бузио[итал.] — епископ Новеры (1235—1249)
- 17 апреля — Контардо д’Эсте[итал.] — итальянский святой римско-католической церкви. покровитель Брони и дома Эсте[1].
- Жан I де Монфор — граф де Монфор (1241—1249), умер во время седьмого крестового похода

## Май
- 30 мая — Рагнальд V — король Мэна (1249), убит

## Июнь
- 6 июня — Юсторж де Монтагю[нем.] — архиепископ Никосии (1217—1249). Начал строительство собора святой Софии, погиб во время седьмого крестового похода
- 15 июня — Гуго X де Лузиньян Коричневый — сеньор де Лузиньян и граф де Ла Марш (1219—1249), граф д’Ангулем (1220—1249), погиб во время седьмого крестового похода при взятии Дамьетты.
- 28 июня — Адольф I фон Марк — граф Альтены (1198/1199—1249), граф Марка (ок. 1202—1249), основатель Хамма

## Июль
- 6 июля: 
  - Александр II Шотландский (50) — король Шотландии (1214—1249);
  - Рудольф III Молчаливый — граф Габсбург, основатель Лауфенбургской линии дома Габсбургов, 1-й граф Лауфенбург-Габсбург.
- 15 июля — Генрих фон Гогенлоэ — ландмейстер Тевтонского ордена в Германии (1232—1242). Великий магистр Тевтонского ордена (1244—1249)
- 19 июля — Якопо Тьеполо — венецианский дож (1229—1249).

## Сентябрь
- 27 сентября — Раймунд VII Тулузский (52) — граф Тулузы и герцог Нарбонны (1222—1249).

## Октябрь
- 9 октября — Пьер Шарло — епископ Нуайона (1240—1249). Погиб при кораблекрушении.
- 16 октября — Джованни Боно[итал.] — итальянский святой римско-католической церкви[2].

## Ноябрь
- 22 ноября:
  - Ас-Салих II (44) — айюбидский султан Египта (1240—1249);
  - Джеффри де Либератион[англ.] — епископ Данкелда (1236/7-1249).

## Декабрь
- 18 декабря — Конрад II фон Ризенберг[нем.] епископ Хильдесхайма (1221—1235) — первый князь-епископ Хильдесхайма (1235—1245/1246).
- 27 декабря — Владимир Константинович — первый князь Углицкий (1218—1249).
- 29 декабря — Ядвига — княгиня-консорт Великопольская, жена Владислава Одонича.

## Дата неизвестна или требует уточнения
- Абу-Закария — основатель династии Хафсидов в Тунисе (1229—1249)
- Адельгейда Шербекская — святая римско-католической церкви[3].
- Аль-Мансур Умар I, основатель и первый правитель средневекового южно-аравийского государства Расулидов (1229—1249); султан Йемена (1234—1249).
- Шихаб-ад-дин Мухаммед Ан-Насави, личный секретарь Джалал-ад-дина Манкбурны, последнего представителя династии хорезмшахов Ануштегинидов, автор «Сират ас-султан Джалал-ад-дин Манкбурны» («Жизнеописание султана Джалал-ад-дина Манкбурны»).
- Ардашир II[англ.] — иранский правитель из династии Баванди, возродивший династию после монгольского завоевания (первый в периоде "Киндхварий")
- Василий Всеволодович — удельный князь Ярославский (1238—1249)
- Вильгельм[нем.] — епископ Шверина (1248—1249)
- Винья, Пьетро делла — итальянский дипломат, юрист и поэт, советник и секретарь (логофет) императора Фридриха II.
- Всеволод Мстиславич — князь Псковский (1213), князь Новгородский (1218—1221), князь Смоленский (ок. 1238—1249)
- Генрих фон Вейда — ландмейстер Тевтонского ордена в Пруссии в 1239—1244, вице-ландмейстер Ордена в Пруссии в 1247—1249 годах.
- Гийом Овернский — французский философ, теолог-схоластик; советник и духовник Людовика IX; епископ Парижский (1228—1249)
- Готье де Шато-Тьерри[фр.] — епископ Парижский (1249)
- Жан I де Дрё — граф де Дрё и де Брен из дома Дрё (1234—1249), умер во время седьмого крестового похода.
- Жан I де Монфор, граф де Монфор (с 1241).
- Лука Туйский — епископ Туя (1239—1249), историк
- Марчеллино Альбреготти Бельтрами[итал.] — епископ Ареццо (1236—1248)
- Маскароза I д’Арманьяк — графиня д’Арманьяк и де Фезансак.
- Патрик II, англо-шотландский аристократ, 5-й граф Данбар (1232—1249), лорд Бинли.
- Сантюль II д’Астарак, граф Астарака (после 1243).
- Спиридон, епископ Русской православной церкви, архиепископ Новгородский и Псковский.
- Стефания де Лампрон[англ.] — королева-консорт Кипра (1237—1249), жена Генриха I Толстого де Лузиньяна
- Сун Цы — китайский врач.
- Уильям Даремский[англ.] — основатель Университетского колледжа (Оксфорд)
- Уильям из Шервуда — средневековый английский логик и учитель.
- Учжунь Шифань — китайский писатель, художник и каллиграф времён династии Сун.